# David Teymur
David Teymur, född 1 maj 1989 i Järfälla, är en svensk MMA-utövare av syriansk härkomst som sedan 2016 tävlar i organisationen Ultimate Fighting Championship. Teymur tävlade tidigare i thaiboxning där han bland annat blev svensk mästare ett flertal tillfällen. Han är yngre bror till UFC-atleten Daniel Teymur.

## Bakgrund
Både David och hans äldre bror Daniel började träna thaiboxning i tonåren, David började 2004 när han var 15 år.

## Karriär

### Kickboxning/thaiboxning
Teymur hade en framgångsrik amatörkarriär inom thaiboxning som kröntes av hans bronsmedalj vid IFMA VM 2009. Inom professionell matchning samlade han på sig ett facit om 39-2, inklusive en vinst i K1-turneringen King of the Ring i Oldenzaal, Nederländerna.

### MMA

#### Tidig karriär
Medan han fortfarande tränade både K1 och thaiboxning så började både David och Daniel att träna MMA. Debuten skedde vd Int'l Ring Fight Arena 5 i Solna 2013. Där mötte han Mattias Rosenlind och förlorade via domslut.  Hans två nästkommande matcher var båda inom samma organisation och var båda vinster för Teymur.
I april 2015 mötte han Robin Tuomi vid Trophy MMA 6 och besegrade honom via TKO i första ronden.

#### UFC
Efter att 2015 fått vara med i TUF erbjöds Teymur kontrakt med UFC.
Debuten inom UFC gick vid UFC Fight Night London mot en annan svensk UFC-debutant: Martin Svensson (14-5). En match Teymur vann via TKO i andra ronden.
Dryga halvåret senare 7 augusti 2016 var det dags för nästa match vid Fight Night Salt Lake City mot amerikanen Jason Novelli (11-1). Teymur vann via KO i den andra ronden.
Nästa motståndare var veteranen Lando Vannata vid UFC 209 den 4 mars, 2017. En tuff match som utsågs till Fight of the Night och som Teymur vann via enhälligt domslut.
December samma år vid UFC 218 mötte Teymur Drakkar Klose i en match som gick tiden ut och som Teymur vann via enhälligt domslut.
Vid UFC Fight Night Utica var det sedan dags för båda bröderna Teymur att gå match vid samma gala. David mötte Nik Lentz som han vann mot via enhälligt domslut.
Charles Oliveira stod som motståndare vid UFC Fight Night Fortaleza 2 februari 2019. En match Teymur förlorade via submission tidigt i andra ronden.

## Tävlingsfacit
| Resultat | Facit | Motståndare             | Metod                     | Evenemang                              | Datum            | Rond | Tid  | Plats                   | Notering                 |
| -------- | ----- | ----------------------- | ------------------------- | -------------------------------------- | ---------------- | ---- | ---- | ----------------------- | ------------------------ |
| Förlust  | 0–1   | Mattias Rosenlind (SWE) | Domslut (enhälligt)       | IRFA 5                                 | 19 oktober 2013  | 3    | 5:00 | Solna, Sverige          |                          |
| Vinst    | 1–1   | Veselin Dukov (BUL)     | Domslut (enhälligt)       | IRFA 6                                 | 5 maj 2014       | 3    | 5:00 | Solna, Sverige          |                          |
| Vinst    | 2–1   | Gaik Pogosyan (RUS)     | TKO (knän)                | IRFA 7                                 | 22 november 2014 | 1    | 2:57 | Solna, Sverige          |                          |
| Vinst    | 3–1   | Robin Tuomi (SWE)       | TKO (bensparkar och knän) | Trophy MMA 6                           | 4 maj 2015       | 1    | n/a  | Malmö, Sverige          | Catchvikt 72 kg / 159 lb |
| Vinst    | 4–1   | Martin Svensson (SWE)   | TKO (slag)                | UFC Fight Night: Silva vs. Bisping     | 26 februari 2016 | 2    | 1:26 | London, England         |                          |
| Vinst    | 5–1   | Jason Novelli (USA)     | KO (slag)                 | UFC Fight Night: Rodríguez vs. Caceres | 6 augusti 2016   | 2    | 1:25 | Salt Lake City, UT, USA |                          |
| Vinst    | 6–1   | Lando Vannata (USA)     | Domslut (enhälligt)       | UFC 209                                | 4 mars 2017      | 3    | 5:00 | Las Vegas, NV, USA      | Fight of the Night       |
| Vinst    | 7–1   | Drakkar Klose (USA)     | Domslut (enhälligt)       | UFC 218                                | 2 december 2017  | 3    | 5:00 | Detroit, MI, USA        |                          |
| Vinst    | 8–1   | Nik Lentz (USA)         | Domslut (enhälligt)       | UFC Fight Night: Rivera vs. Moraes     | 1 juni 2018      | 3    | 5:00 | Utica, NY, USA          |                          |
| Förlust  | 8–1   | Charles Oliveira (USA)  | Submission (anakonda)     | UFC Fight Night: Assunção vs. Moraes 2 | 2 februari 2019  | 2    | 0:55 | Fortaleza, Brasilien    |                          |

### Uppvisningsfacit (TUF)
| Resultat | Facit | Motståndare          | Metod               | Evenemang               | Datum                             | Rond | Tid  | Plats              | Notering    |
| -------- | ----- | -------------------- | ------------------- | ----------------------- | --------------------------------- | ---- | ---- | ------------------ | ----------- |
| Vinst    | 1-0   | Thibault Gouti (FRA) | Domslut (enhälligt) | The Ultimate Fighter 22 | 9 september 2015 (sändningsdatum) | 2    | 5:00 | Las Vegas, NV, USA |             |
| Vinst    | 2-0   | Johnny Nuñez (USA)   | Domslut (enhälligt) | The Ultimate Fighter 22 | 11 november 2015 (sändningsdatum) | 3    | 5:00 | Las Vegas, NV, USA |             |
| Förlust  | 2-1   | Marcin Wrzosek (POL) | Domslut (enhälligt) | The Ultimate Fighter 22 | 2 december 2015 (sändningsdatum)  | 2    | 5:00 | Las Vegas, NV, USA | Kvartsfinal |